# Patricia Van Dalen
Patricia van Dalen (Maracaibo, Venezuela, 1955) es una artista visual y educadora venezolana-holandesa residenciada en la ciudad de Miami de Estados Unidosreconocida en el ámbito académico como figura clave del arte venezolano de las décadas de 1980 y 1990. Van Dalen cuenta con más de 40 años de trayectoria, y sostiene una rigurosa producción artística. Van Dalen se especializa en la pintura abstracta, en intervenciones en el espacio In situ (algunas de gran escala), así como obras incorporadas a espacios arquitectónicos y también en el espacio público, como el mural de la autopista de Prados del Este, Jardín Lumínico, en Caracas. Ha realizado exposiciones en Brasil, Estados Unidos, Venezuela, Francia, México, República Dominicana y España.
Varias de sus obras se encuentran en colecciones en museos, instituciones educativas, centros de artes y sitios de interés como el Instituto Venezolano de Investigaciones Científicas, la Galería de Arte Nacional, el Museo de Bellas Artes de Caracas, la Arquidiócesis de Caracas, la Universidad Simón Bolívar, el Fairchild Tropical Botanical Garden, el Museo de Arte Latinoamericano de Los Ángeles (MOLAA), el Centro de arte de Maracaibo Lía Bermúdez entre otras.

## Biografía

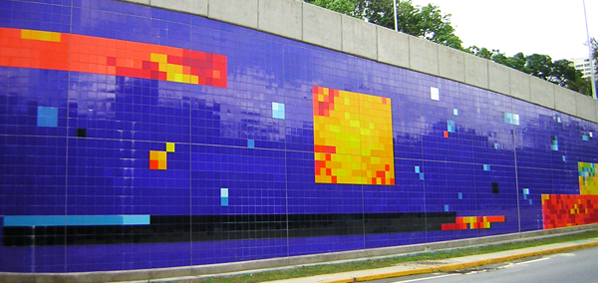
Jardín lumínico, 2004-2005.

De padre holandés y madre venezolana, vivió su infancia en Maracaibo y posteriormente se mudó por un período breve con su familia a los Países Bajos. En 1962 volvió a Venezuela y en la década de 1970 estudió diseño gráfico en el Instituto de Diseño Neumann (IDD). En 1980 se trasladó a Francia donde permaneció por varios años, además trabajó con Yaacov Agam en el Método de Educación Visual, un sistema de aprendizaje enfocado para niños de preescolar.
Es autora de las obras públicas: mural Jardín Lumínico, situado en la Autopista Prados del Este (2004-2005), mural Pajaritos (2003), y mural Lecturas Fragmentadas (2013), ambos en Los Palos Grandes, Caracas; y piso Jardín de Calas (2006), Río Caribe, Estado Sucre, Venezuela.
Ha sido profesora de varias entidades públicas y privadas como el Instituto Universitario de Tecnología Antonio José de Sucre (1978-79), la Universidad Nacional Abierta (1978-80), Fundación Instituto de Diseño (1984-85) y la Universidad Central de Venezuela (1995-96). En 2019 y 2020 realizó talleres de Dinámicas del Lenguaje Visual, en calidad de artista invitada, en el Miami Dade College. Desde 2016 imparte talleres continuos de lenguaje y cultura visual en Miami.

## Premios y reconocimientos
Su trayectoria artística la ha hecho merecedora de diversos reconocimientos entre los que se destacan:
- 1989: Mención de Honor. II Bienal Nacional de Arte de Guayana, Museo de Arte.[5]
- 1989: Premio Luis Eduardo Chávez. XLVII Salón de Artes Visuales Arturo.[5]
- 1991: Segundo Premio de la II Bienal de Artes Visuales Christian Dior, Caracas.[5]
- 1992: Primer Premio del I Salón Nacional de Artes Visuales, Museo Alejandro Otero, Caracas.[5]
- 2001: Premio Único del Concurso de Ideas para la Galería-Mural de la Autopista Prados del Este, Caracas.[5]
- 2010: Premio AICA 2010 Capítulo Venezuela, categoría Artista Consagrado, en Caracas 2011.[4]